# Boquim
Boquim es un municipio del estado brasileño de Sergipe; localizado en la región sur del Estado.

## Geografía
El municipio está localizado dentro del Polígono de las Secas, presenta una temperatura media anual de 24,2 °C y precipitación media de lluvias de 1.360 mm/año, con período más lluvioso en el otoño - invierno (marzo a agosto). El relieve es plano, interrumpido por raras zonas residuales más elevadas, con valles y cursos de agua de la región. 